# Христо Съчанов
Христо Съчанов (изписване до 1945 година: Хрисо Сѫчановъ) е български революционер, щипски районен войвода на Върховния македоно-одрински комитет.

## Биография
Христо Съчанов е роден през 1879 година в Самоков. Присъединява се към ВМОК и през зимата на 1902-1903 действа като войвода в Щипско. На 11 март 1903 година четата му, заедно с четите на Гено Димитров и Стоян Бъчваров се установяват около село Карбинци. След предателство на следващия ден четите са обградени от турска войска. След тежко сражение четата е разбита и всички четници загиват. На два пъти Съчанов излиза под обстрел, за да прибере неизбухнала бомба, след което тежко ранен гълта отрова и се самоубива.